# Oxybelus lineatus
Oxybelus lineatus är en stekelart som först beskrevs av Fabricius 1787.  Oxybelus lineatus ingår i släktet Oxybelus, och familjen Crabronidae. Arten har ej påträffats i Sverige.